# Roche Products, Inc. contre Bolar Pharmaceutical Co.
 (décembre 2023).
La mise en forme du texte ne suit pas les recommandations de Wikipédia : il faut le « wikifier ».
Les points d'amélioration suivants sont les cas les plus fréquents. Le détail des points à revoir est peut-être précisé sur la page de discussion.
- Les titres sont pré-formatés par le logiciel. Ils ne sont ni en capitales, ni en gras.
- Le texte ne doit pas être écrit en capitales (les noms de famille non plus), ni en gras, ni en italique, ni en « petit »…
- Le gras n'est utilisé que pour surligner le titre de l'article dans l'introduction, une seule fois.
- L'italique est rarement utilisé : mots en langue étrangère, titres d'œuvres, noms de bateaux, etc.
- Les citations ne sont pas en italique mais en corps de texte normal. Elles sont entourées par des guillemets français : « et ».
- Les listes à puces sont à éviter, des paragraphes rédigés étant largement préférés. Les tableaux sont à réserver à la présentation de données structurées (résultats, etc.).
- Les appels de note de bas de page (petits chiffres en exposant, introduits par l'outil «  Source ») sont à placer entre la fin de phrase et le point final[comme ça].
- Les liens internes (vers d'autres articles de Wikipédia) sont à choisir avec parcimonie. Créez des liens vers des articles approfondissant le sujet. Les termes génériques sans rapport avec le sujet sont à éviter, ainsi que les répétitions de liens vers un même terme.
- Les liens externes sont à placer uniquement dans une section « Liens externes », à la fin de l'article. Ces liens sont à choisir avec parcimonie suivant les règles définies. Si un lien sert de source à l'article, son insertion dans le texte est à faire par les notes de bas de page.
- La présentation des références doit suivre les conventions bibliographiques. Il est recommandé d'utiliser les modèles {{Ouvrage}}, {{Chapitre}}, {{Article}}, {{Lien web}} et/ou {{Bibliographie}}. Le mode d'édition visuel peut mettre en forme automatiquement les références.
- Insérer une infobox (cadre d'informations à droite) n'est pas obligatoire pour parachever la mise en page.

Pour une aide détaillée, merci de consulter Aide:Wikification.
Si vous pensez que ces points ont été résolus, vous pouvez retirer ce bandeau et améliorer la mise en forme d'un autre article.
 (décembre 2023).
L'affaire Roche Products, Inc. contre Bolar Pharmaceutical Co., 733 F.2d 858 (Fed. Cir. 1984), est un litige étatsunien liée à la fabrication de médicaments génériques.
Bolar était un fabricant de génériques tandis que Roche était une société de princeps fabriquant et commercialisant un somnifère dont le principe actif, le flurazépam, était protégé par un brevet.
Avant l'expiration du brevet, Bolar a utilisé le produit chimique breveté dans des expériences visant à déterminer si son produit générique était bioéquivalent au somnifère afin d'obtenir une autorisation de mise sur le marché de la FDA. Bolar a fait valoir que cette utilisation du produit breveté ne constituait pas une contrefaçon du fait de l'exception d'usage expérimentale.
La Cour d'appel du circuit fédéral a rejeté l’argument de Bolar estimant que l'exception d'usage expérimentale ne s'appliquait pas car les expériences avaient un objectif commercial. En effet, Bolar avait l'intention de vendre son produit générique en concurrence avec le princeps de Roche après l'expiration du brevet.
Bolar a également fait valoir que l'intérêt public dans la disponibilité des génériques immédiatement après l'expiration du brevet du princeps justifiait l'utilisation expérimentale de ce princeps car refuser une telle utilisation prolongerait le monopole de Roche au-delà de la date d'expiration du brevet. Le tribunal a également rejeté cet argument, affirmant que cette question d'intérêt public relevait de la compétence du Congrès.
Peu de temps après la décision Roche contre Bolar, le Congrès a adopté une loi autorisant l'utilisation de produits brevetés dans des expériences dans le but d'obtenir une autorisation de la mise sur le marché de la FDA (article 271-e-1 du Drug Price Competition and Patent Term),,,.
Dans certaines juridictions non étasuniennes, l'exemption d'usage expérimental est connue sous le nom d'exemption Bolar, d'après cette affaire,.